# Francisco Maldonado da Silva
Francisco Maldonado da Silva (* 1592 in San Miguel de Tucumán; † 1639 in Lima) war ein peruanischer Arzt marranischer Herkunft, der erst als Erwachsener von seiner jüdischen Abstammung erfuhr und alsbald für die Rückkehr der peruanischen Marranen zum Judentum eintrat. Von seiner christlichen Schwester vor die Inquisition gebracht, wurde er als Märtyrer in Lima verbrannt.